# 政治献金
政治献金（せいじけんきん）とは、政治家や政党に資金を提供する行為。政治資金規正法では寄附とされる。

## 概説
飯島勲は政治献金には3類型があると説明する。
1つは口利き型献金で、見返りを期待して、裏表あらゆるやり方で政治家に金を渡す。金額は時に数千万から数億円にも上ることもある。
2つは、口止め型献金で、特に何か頼み事をする訳ではないが、与野党問わず多数に10万円から20万円ほどの少額の献金をばら撒く、これは恩を売ることで批判的な言説を未然に防ぐ狙いがある。
3つは、浄財型献金で、志ある政治家を支える意志の元行う献金で、金額は大小様々である。
口利き型献金はもっぱら与党議員に対して行われることが多いが、野党議員に対しても行われることがある。例えば、マンションの建設工事などで市民団体などにより反対運動が激化することがあるが、この手の活動家の中には野党議員と関係の深い者もあり、仲介を求めて建設会社などが野党議員に献金をすることもある。
政治資金規正法の上限規制や、5万円を超えた場合（政治資金パーティー券は20万円）の支払い者公表制度、企業側の会計監査などをくぐり抜けるための抜け道も考案されており、一例として、企業が政治家に口利きを求めて多額の献金を行う場合、関連企業に名義貸しを頼むことがある。政治家に500万円を献金する場合に関連企業100社に分けてパーティー券購入をした場合、上限規制も支払い者の公表も回避することができ、メディアや市民の監視の目も逃れることができる。
許認可が必要な事業にあっては、政治家側が業者が口利き型献金をせざるを得ない構図を作り上げることがある。例えば、マンションの建築確認にあたっては個別に国交省の指定機関が審査を行うことになるが、建設族の議員が審査の段階で官僚に電話等で言いがかりをつけるような問い合わせをすると、官僚は自らの責任を問われないように通常の案件と比べて非常に慎重な審査をせざるを得ず、基準が通常に比べて厳しくなる。確認番号の発行が遅れた業者は泣く泣く政治家に口利きを求め、すると政治家は官僚に連絡を入れ、数日後に建築確認が降りるという構図になる。その後、同様の案件が起こらないように業者は政治家の後援会に入会し、定期的に献金、パーティー券購入を行い、選挙協力のボランティアも供出するようになる。

## 現代日本の政治献金

### 献金の種類
献金の種類は献金する行為者によって分類され、企業（法人）が行う企業献金（団体献金）と、個人が行う個人献金（カンパ）がある。

### 個人献金
現在の日本では、政治家個人への献金は原則として禁止されており、政治家に献金する場合は、政治団体（一政治家が一つだけ指定できる資金管理団体や、政治家の後援会など）を通じて献金することになる。これは、日本国籍を持つ個人のみ献金が可能で、一政治団体に対して年間150万円迄の政治献金が可能である。
また、政党へ献金する場合は、政党（本部および支部）へ直接献金する場合と、政党が指定する政治資金団体へ献金する場合の2種類の方法がある。
年間5万円を超える寄付については、寄付者の氏名などが官報に公表される。

### 企業献金
政党や政治資金団体への献金は、最高裁判所の八幡製鉄事件判決により企業献金も可能となったが、企業の資本金の額によって、献金できる金額に上限が定められている。
- 資本または出資金 10億円未満の企業　上限750万円まで[要出典]
- 資本または出資金 50億円未満の企業　上限1500万円まで[要出典]
- 資本または出資金 100億円未満の企業　上限3000万円まで[要出典]
- 資本または出資金 150億円未満の企業　上限3500万円まで[要出典]
- 資本または出資金 200億円未満の企業　上限4000万円まで[要出典]
- 以降、資本金額に応じて、上限1億円まで続く[要出典]

日本では、下記に当てはまる企業については、政治献金ができない等の質的制限も設けられている。
- 国から補助金等（ただし、性質上利益を伴わないものは除く）を受けている会社及びその他の団体。[要出典]
- 3事業年度以上にわたり継続欠損を生じている会社。[要出典]
- 外国法人（ただし、5年継続して上場している外資系日本法人は除く）。[要出典]

問題点として、企業が政治家が支部長を務める政党支部に対して献金するという方法を取れば、政治家が企業献金を受け取ることが可能になることから、企業献金の抜け穴であると批判されることもある。無所属議員は、政党を通じて企業献金を受け取ることが出来ず、政党助成金制度ともあいまって、政党に所属する議員と比較して、資金力に格差があると言われている。
フランスやカナダのように、企業献金を全面的に禁止している国がある一方で、イギリスやドイツのように政治献金に上限規制がない国もある。

### 寄附金控除
なお、政党に対する献金や現職の国会議員の後援会に対する献金など、総務省や各都道府県に届出した、一定の要件を満たす政治団体への献金（個人献金のみ）は、寄附金控除の対象となり、確定申告によって所得税の減額措置を受けることができる。

### その他
迂回献金
政治資金規正法では、企業および業界団体が、特定の政治家個人へ献金をおこなう行為を禁止しているが、政治家の所属する政党や政治資金団体へ献金することについては認めている。
迂回献金とはこの点を利用して企業や業界団体が政党や政治資金団体へ資金供与をおこない、政治家がそこから資金を受け取ることで間接的に政治家個人への献金がおこなわれている状態を指す。
迂回献金は（間接的であれ）最終的には企業・団体から政治家個人へ資金供与がおこなわれている形になるため違法性を指摘されているが、現行法においても禁止規定が存在しないことや、発覚した場合でも摘発・立件が見送られてきた経緯などから、企業や業界団体が特定の政治家個人へ資金供与をおこなう際の抜け道（脱法行為）として常態化しているとの指摘がなされている。
トンネル献金
他人名義による政治献金あるいは政治資金パーティーのパーティー券購入は政治資金規正法が禁止しているものであり、その罰則は3年以下の禁固または50万円以下の罰金である。政党及び政治資金団体以外に対する企業からの献金も禁止されており、その罰則は1年以下の禁固または50万円以下の罰金である。これらの公訴時効は3年である。トンネル献金であることを隠蔽し、政治資金収支報告書に虚偽の記載を行った場合には、その罰則は5年以下の禁固か100万円以下の罰金、時効は5年となっている。
ソフトマネー
アメリカにおいて、特定の政党へ寄付する場合に限って許される政治献金。1978年以降は上限無しの献金が認められていたが、選挙費用の増大につながり金権政治が横行したため、2002年マケイン・ファインゴールド法によって上限が規定されることとなった。
ハードマネー
間接的な献金であるソフトマネーに対して候補者およびその組織に直接される献金のことをハードマネーと呼ぶ。アメリカでは前述のマケイン・ファインゴールド法によってソフトマネーを制限するかわりに個人の献金などの上限が引き上げられた。

## 政治資金規正法の改正
政治資金規正法は1948年に施行された。1994年、当時の連立与党は政治資金団体に対する企業・団体献金を2000年から全面的に禁止する措置を講ずることを検討したものの、現実には「政治家個人の資金管理団体」に対する企業・団体献金を禁止することのみを定め、「政党本部」や「政治家が代表を務める政党支部」に対する企業・団体献金は禁止しなかった。
ただ本法の改正附則には、2000年以降に、「会社、労働組合その他の団体の、政党及び政治資金団体に対してする寄附のあり方について、見直しを行うものとする」とする見直し規定が置かれている（1994年2月4日法律第4号附則第10条）。

## 問題となった事件
- 八幡製鉄事件
- 南九州税理士会政治献金事件
- 東京佐川急便事件
- 日歯連闇献金事件

## 歴史的概説
日本は古来から神社への奉納や、寺への寄付の習慣があったが、江戸時代には御国恩冥加（）と呼ばれる政策献金・献納制度が存在し、幕府や藩が大事業の際に資金や物資を募る習慣があった。また商人らの株仲間は，公儀に冥加金（）を納める代わりに独占権を保証されていた。
開国後の廃藩置県の際は、旧藩の藩主などから明治政府に、御国恩冥加として総額93万2,333円が献納された。特に金沢県、佐賀県、鹿児島県からの献金額は突出して多額であった 。
しかしながら御国恩冥加には手続規則が存在しなかったため公正性が問題視され、1872年（明治5年）1月22日には、一般国民からの献金は原則禁止され、特定の費用に関する献金は地方官のみが扱うこととなった。ただ、1873年（明治6年）の皇居大火性の際は例外的に皇居御造営献金献品が解禁され、1888年（明治21年）に献金期間終了となるまで（9月1日宮内省内事課官報公告「皇居御造営献金献品願差止」）、27万円余の献金があったという 。
他方、1887年（明治20年）から大正時代にかけては、初代第1次伊藤内閣が設置した防海費献納の制度を皮切りに、議事堂や裁判所、監獄や学校の建設費、郵便電信費、水産物調査費、学術研究奨励費など多方面で献金が募られるようになった。
1897年（明治30年）には、東京奠都30周年祝賀会が計画され、運営資金募集のための委員会が設けられ、大手新聞社や渋沢栄一、大倉喜八郎などの財閥が会費として寄付金を拠出した。
現在では政策献金制度は存在しないが、政策資金の募集活動としては、外務省（JICA）の国際協力機構債券や、厚生労働省のガイドラインに基づく医療機関債の販売が挙げられる。ただ、これらは証券であるため献金者・献金法人は匿名化されている。